# اسلام‌آباد بابااحمد
اسلام‌آباد بهمئی، روستایی از توابع بخش مرکزی شهرستان بهمئی در استان کهگیلویه و بویراحمد ایران است. این روستای سبز به صورت خطی و در کنار رودخانه ایجاد شد. روبه‌روی روستا و در ساحل رودخانه چاه نفت شماره ۳ پارسی کلاستر واقع گردید.

## جمعیت
این روستا در دهستان بهمئی گرمسیری جنوبی قرار دارد و براساس سرشماری مرکز آمار ایران در سال ۱۳۸۵، جمعیت آن ۲۷۶ نفر (۵۰ خانوار) بوده‌است.